# Dornfelder
Le dornfelder est un cépage de cuve de raisins noirs.

## Origine et répartition géographique
Le cépage est une obtention de August Herold dans l'institut Staatliche Lehr- und Versuchsanstalt für Wein- und Obstbau Weinsberg à Weinsberg. L'origine génétique est vérifiée et c'est un croisement des cépages Helfensteiner x Heroldrebe réalisé en 1955. Le cépage est autorisé dans de nombreux Länder en Allemagne et en Belgique, pour les trois AOC flamandes Hageland , Haspengouw ,  et Heuvelland . 
En Allemagne, la culture du dornfelder est en progression passant de 124 ha en 1972 à 6 621 ha en 2004 et 8 250 ha en 2006 se plaçant ainsi deuxième cépage rouge derrière le pinot noir.
Le nom du cépage est un hommage à Immanuel Dornfeld, qui a lancé la fondation de l'institut viticole à Weinsberg.
Le dornfelder a servi de géniteur des cépages acolon, cabernet dorio, cabernet dorsa et monarch.
Le cépage Hegel est issu du même croisement.

## Caractères ampélographiques
- Extrémité du jeune rameau duveteux, blanc à rougeâtre.
- Feuilles adultes, à 5 lobes avec des sinus latéraux moyennement  profonds, un sinus pétiolaire à bords largement superposés, des dents anguleuses, assez larges.

## Aptitudes culturales
La maturité est de première époque hâtive: 4 - 6  jours avant le chasselas.

## Potentiel technologique
Les grappes sont très grandes et les baies sont de taille moyenne à grosse. La grappe est longue, ailée et lâche. Le cépage est très vigureux et fertile. Il est assez résistant à la pourriture grise ce qui permet de le laissez murir dans les climats septentrionaux. Il sert localement de cépage de table.
Il donne un vin très coloré au gout fruité. Étant teinturier, il rehausse la couleur des vins pâles dans les assemblages. Il sert également de vin de base pour vin effervescent.

## Synonymes
Le dornfelder est connu aussi sous le nom de We S 341.